# Década de 210
Séculos: (Século II - Século III - Século IV)
Décadas: 160 170 180 190 200 - 210 - 220 230 240 250 260
Anos: 210 - 211 - 212 - 213 - 214 - 215 - 216 - 217 - 218 - 219